# 九姓タタル
九姓タタル（きゅうせいタタル）は、10世紀にモンゴル高原に存在した遊牧民族。
古代テュルク語ではトクズ・タタル (Toquz Tatar) 、漢語では「九族達靼」或いは「阻卜」という名で記録された。10世紀～11世紀には九姓タタル国（トクズ・タタル・イリ、Toquz Tatar eli）という国を建てた。

## 起源
九姓タタルの出自については明らかになってはいないが、三十姓タタル（室韋）から分かれたとする説、三十姓タタルとは別である説があり、定まっていない。また、ケレイトが九姓タタルの後裔かどうかについても意見が分かれている。
近年、趙琦は「九姓タタル」が「九つの遊牧集団からなるタタル部族連合」を意味するのではなく、「九姓鉄勒＝ウイグル帝国の故地を奪ったタタル部族」を意味するのではないか、とする説を提唱している。一つの論拠として、『資治通鑑』巻269には貞明2年（916年）12月に「述律皇后が黄頭・臭泊二室韋を討伐した」との記録があるが、「臭泊」は九姓タタルと同一視される阻卜と同じ集団とみられる。そして、同書には「臭泊は、室韋が居する所の地を以て名づけた」と注釈されるが、これは「九部（＝九姓）」の事を指し、「九部（jiǔbù）」が訛って「臭泊（xiùbó）」あるいは「阻卜（zǔbǔ）」と呼ばれたのだと論じている。これを裏付けるように、『新唐書』には「懐仁可汗が尽く九姓の地を有した」との記載があり、「九姓（Toquz）」が地名としても用いられていたことが確認される。
その上で、上記『資治通鑑』の記述中に見える「黄頭室韋（＝黄頭韃靼）」こそがケレイトの前身で、『集史』の記す「ケレイトのサリク・カン（saliq qan）＝黄色いカン」の名も「黄頭」に由来するものとする。黄頭韃靼はウイグル帝国の解体後に河西方面に移住していた集団で、趙琦は当初「黄頭室韋」「臭泊室韋＝阻卜」は別々の集団であったが、後に「黄頭室韋」が阻卜を征服することによって「ケレイト部族」が形成されたと指摘する。ケレイト部のオン・カンやイルカ・セングンらが困窮した際に、西南方面に逃れようとしたのは、ケレイト部＝黄頭室韋がかつてこの方面に基盤を有していたことに由来すると考えられている。

## 歴史

### ウイグル可汗国時代
『キョル・テギン碑文』『ビルゲ・カガン碑文』に記される三十姓タタル（オトゥズ・タタル、室韋）の一部族として8世紀中葉のモンゴル高原にはケケ(Khe−rged)族とイェテ(Ye−dre)七族（兪折）がいた。『古代チベット語文書(P.T.1283)』によると
とあり、それぞれウイグル可汗国の東北と北方に位置する。
『シネウス碑文』によると、749年にウイグルが自らの支配に従わない八姓オグズ（セキズ・オグズ Sakiz Oγuz）と九姓タタル(Toquz Tatar)の反乱軍を追撃した経過が記述されている。

### ウイグル可汗国の崩壊

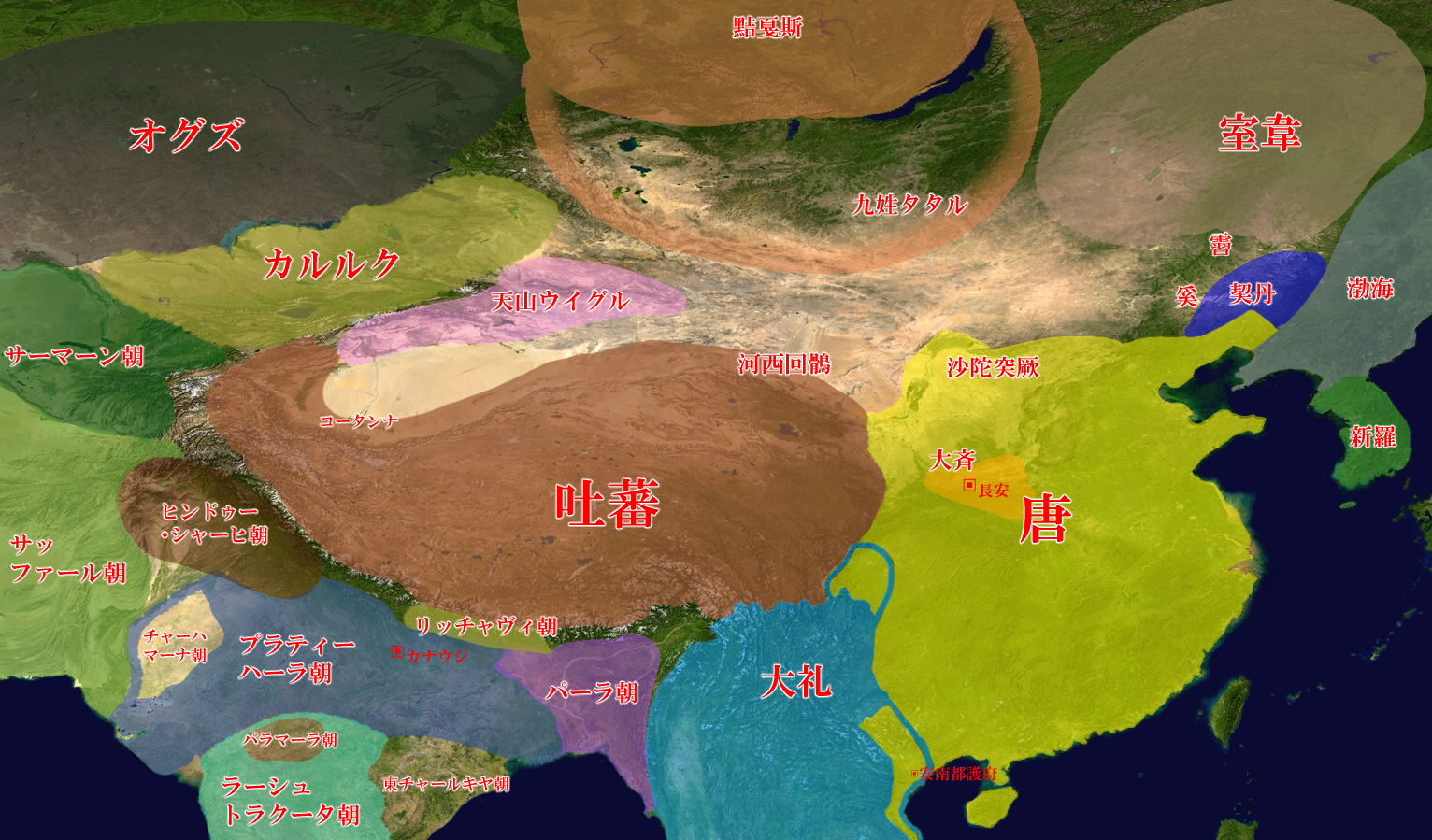
9世紀後半、回鶻可汗国崩壊後の周辺国。

744年から840年にかけてモンゴル高原にはウイグル可汗国が存在していたが、840年の内紛によってその統一政権は崩壊し、ウイグル人は各地に散らばってしまう。ウイグル可汗国崩壊後は内紛に関わったイェニセイ流域の遊牧民族キルギスの政権がモンゴル高原を短期支配したが、以降は九姓タタルという集団がモンゴル高原を支配するようになる。
九姓タタルとは前述のケケ(Khe−rged)族とイェテ(Ye−dre)七族を指し、このうちのKhe−rged族はケレイトの祖先とも考えられる。

### 九姓タタル国
『イェニセイ碑文E59』において「九姓タタル国(toquz tatar eli)」という用語が初めて登場する。これは当時キルギス人からそのように呼ばれていたことを示すものである。
ウイグル語で書かれたハミ本『弥勒会見記』によると「天王娘子」や「宰相」がいたとされる。また、王延徳の旅行記『使高昌紀』によると九姓タタル（九族韃靼）はオルホン河流域を中心とし、屋地因族、達干于越王子族、拽利王子族などの部族が存在していた。このうち達干于越王子族が最も尊く有力であった。
このころになると遼や宋などにも朝貢貿易をするようになり、漢籍に「達旦国九部」、「阻卜」、「達靼」という名称で登場する。

## 阻卜との関係
『遼史』に阻卜という遊牧民族が登場するが、九姓タタルと阻卜の関係に関しては諸説紛々としていて定説はないものの､ 阻卜の中心的な部族が九姓タタルだったことだけは疑いないとされる。

## 参考資料
- 白玉冬『内陸アジア史研究26』「8世紀の室韋の移住から見た九姓タタルと三十姓タタルの関係』（内陸アジア史学会、2011年）
- 白玉冬『東洋学報 第九十三巻』「10世紀から11世紀における「九姓タタル国」」（東洋文庫、2011年）
- 趙琦「10世紀末九族達靼之構成」『元史及民族与辺疆研究』第34輯、2017年